# Aponogeton natans
Aponogeton natans är en enhjärtbladig växtart som först beskrevs av Carl von Linné och som fick sitt nu gällande namn av Adolf Engler och Kurt Krause.
Aponogeton natans ingår i släktet Aponogeton och familjen Aponogetonaceae. IUCN kategoriserar arten globalt som livskraftig. Inga underarter finns listade.

## Bildgalleri

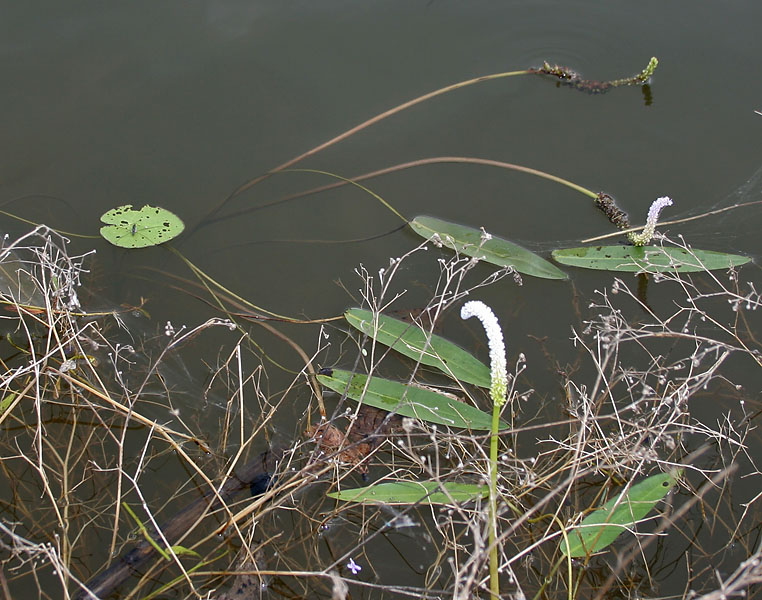
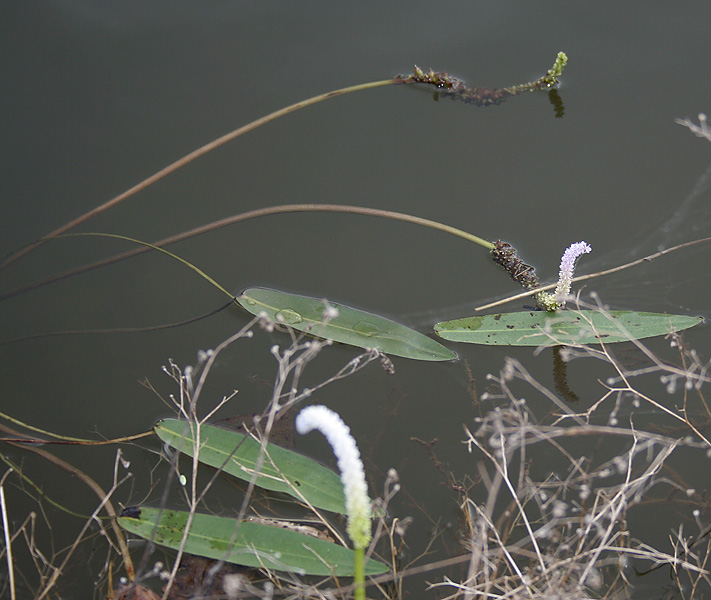
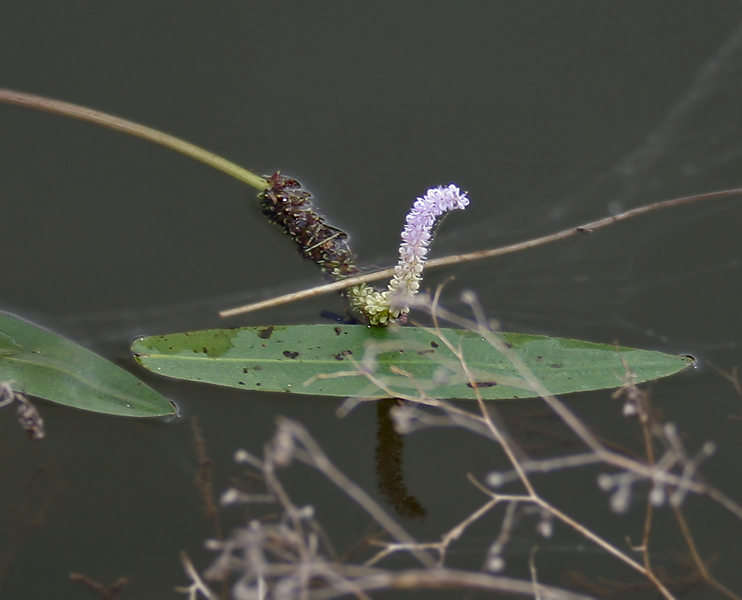
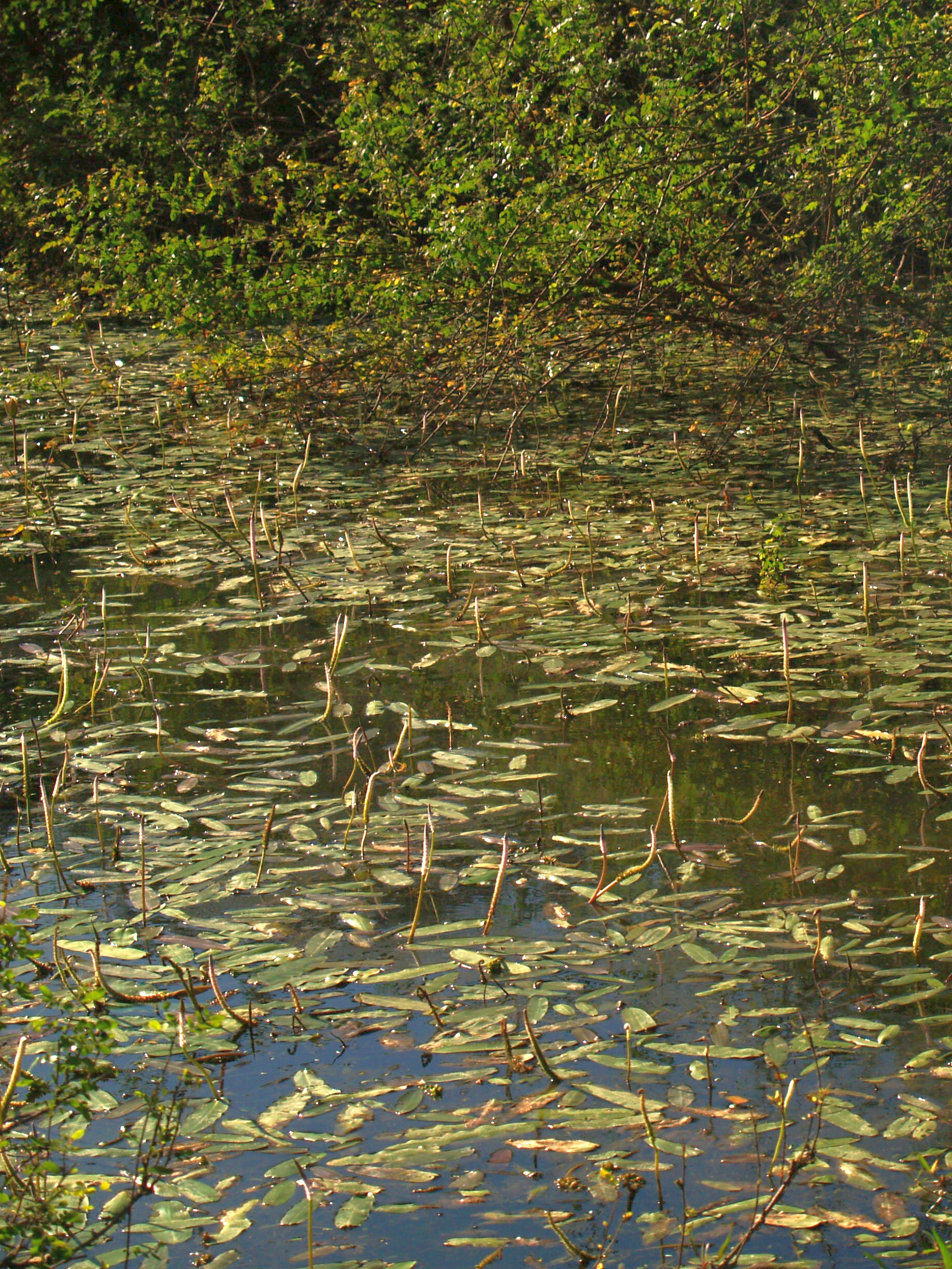
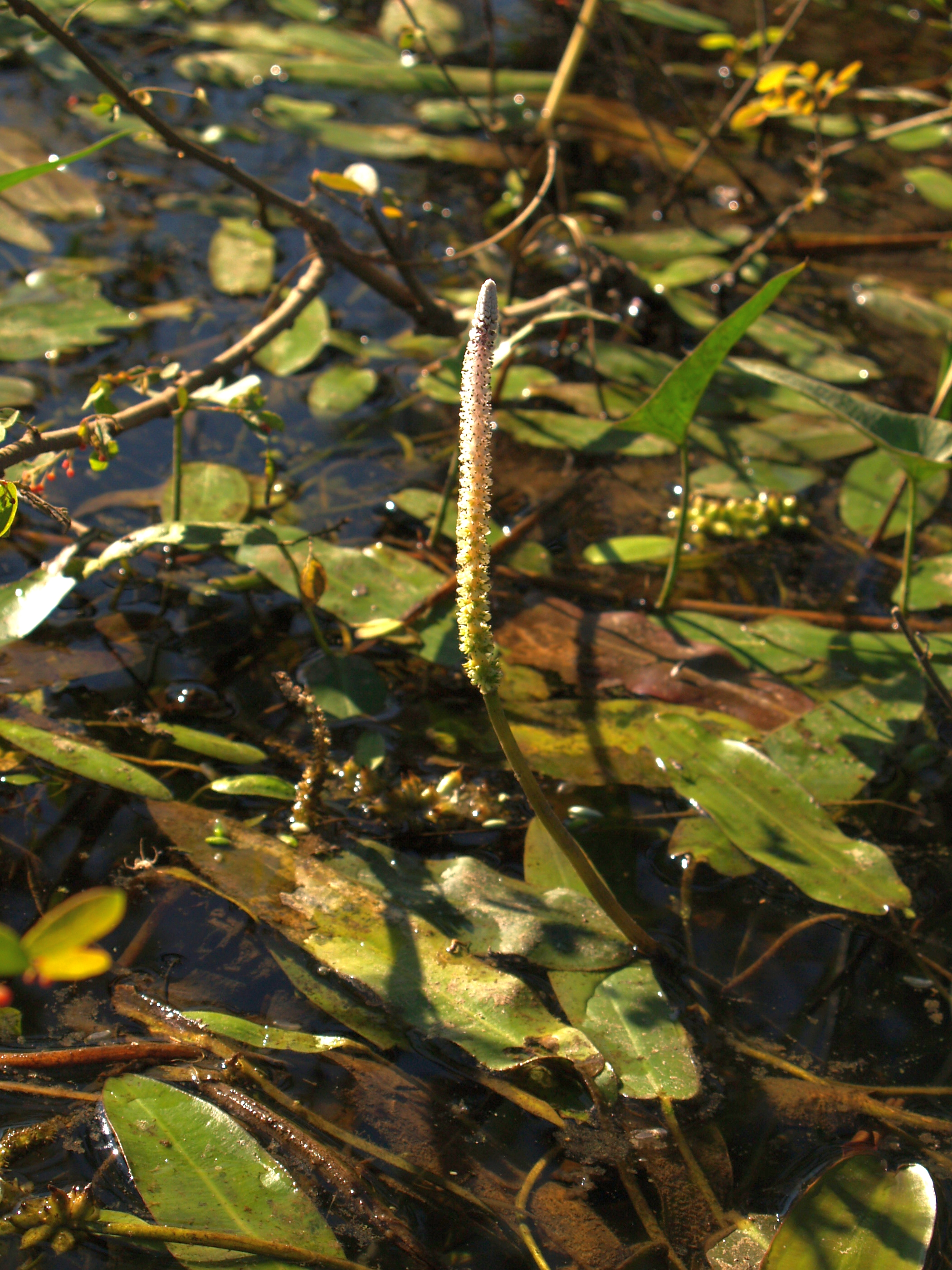